# اچ‌ام‌اس اچ۲۸
اچ‌ام‌اس اچ۲۸ (به انگلیسی: HMS H28) یک زیردریایی بود که طول آن ۱۷۱ فوت ۰ اینچ (۵۲٫۱۲ متر) بود. این زیردریایی در سال ۱۹۱۸ ساخته شد.